# Wartungsaufwand
Als Wartungsaufwand (auch Wartungskosten oder Reparaturkosten) bezeichnet man im Rechnungswesen die Kosten, die ein Wirtschaftssubjekt für die Wartung oder Reparatur von Sachen, Sachanlagen oder Sachgesamtheiten aufzuwenden hat.  

## Allgemeines
Sachen (bis auf unbebaute Grundstücke und  grundstücksgleiche Rechte) und Bauwerke unterliegen durch ihre Nutzung einer Abnutzung, Materialermüdung oder einem Verschleiß, denen durch Wartung, Instandsetzung oder Reparatur begegnet werden kann. Wartung, Instandsetzung oder Reparatur sind erforderlich, um die Funktionsfähigkeit der Sachen zu gewährleisten und Betriebsstörungen oder gar Fehlproduktion zu vermeiden. Als Wartung bezeichnet man alle vorsorglichen Maßnahmen zur Verzögerung des Abbaus des vorhandenen Abnutzungsvorrats. Nach DIN 31051 umfasst Wartung alle „Maßnahmen zur Bewahrung des Sollzustandes von technischen Mitteln eines Systems“. Im Gegensatz zur Instandsetzung ist die Wartung darauf ausgelegt, noch funktionstüchtige Anlagen oder Betriebsmittel durch Justierung, Reinigung, Schmierung, Konservierung und planmäßigem Austausch von Verschleißteilen (etwa Filter oder Dichtungen), wenn deren noch zu erwartende Lebensdauer kürzer ist als das nächste Wartungs-Intervall, weiter intakt zu halten. Die Wartung bewahrt mithin einen Sollzustand, Instandsetzung muss ihn wiederherstellen.

## Bilanzierung
Der Wartungsaufwand stellt eine Kostenart dar, die in der Gewinn- und Verlustrechnung gemäß § 275 Abs. 2 Nr. 8 HGB als „sonstige betriebliche Aufwendungen“ zu verbuchen ist. Wird die Wartung durch eigenes Personal mit eigenem  Material vorgenommen, ist sie als aktivierte Eigenleistung nach § 275 Abs. 2 Nr. 3 HGB (Personal- und Materialkosten) auch in der Bilanz bei der gewarteten Bilanzposition zu berücksichtigen. Die IFRS (IAS 16.12) gehen bei gewohnheitsmäßigem Reparatur- und Wartungsaufwand von einer Aufwandserfassung aus, nur eine Großinspektion oder Generalüberholung ist aktivierbar.
Unterlassene Wartungsarbeiten, die innerhalb von drei Monaten des nächsten Geschäftsjahrs nachgeholt werden, dürfen mit Hilfe von Aufwandsrückstellungen gemäß § 249 Abs. 1 Nr. 1 HGB passiviert werden.

## Sonstiges
Entsprechend sind Instandsetzungs- oder Reparaturkosten zu beurteilen. Reparaturkosten sind aufzuwenden, wenn ein defektes Objekt in einen funktionsfähigen Zustand zurückzuversetzen ist. Instandsetzungskosten fallen an, wenn der Sollzustand von Sachen wiederherzustellen ist. Beide Kostenarten werden im Rechnungswesen wie der Wartungsaufwand behandelt.
Reparaturkosten fallen auch dann an, wenn eine Sache beschädigt wird (etwa Kraftfahrzeuge beim Verkehrsunfall) und Aufwand für ihre Wiederherstellung betrieben werden muss. Ist ihre Reparatur objektiv unmöglich und ihre Wiederherstellung ausgeschlossen, so liegt ein irreparabler Totalschaden vor.